# Philippe Paré
Pour l’article homonyme, voir Paré.
Philippe Paré B.Ind.R., B.Comm. (né le 24 août 1935) est un administrateur scolaire, conseiller d'orientation, directeur d'école, enseignant et homme politique fédérale du Québec.

## Biographie
Né à Montmagny dans la région de Chaudière-Appalaches, il devient député du Bloc québécois dans la circonscription fédérale de Louis-Hébert en 1993. Il ne se représente pas en 1997.
Durant son passage à la Chambre des communes, il est porte-parole du Bloc en matière de Coopération internationale de 1994 à 1997 et d'Aide aux pays en voie de développement de 1995 à 1996.